# Aeroporto Internazionale di Salalah
L'Aeroporto Internazionale di Salalah (IATA: SLL, ICAO: OOSA) è il secondo aeroporto per importanza dell'Sultanato dell'Oman dopo l'Aeroporto Internazionale di Mascate, ed è situato a circa 5,5 km dal centro città di Salalah. L'aeroporto gestisce sia voli regionali che intercontinentali charter dall'Europa.

## Storia
L'aeroporto fu aperto nel 1977 come scalo regionale con voli per Mascate.

## Statistiche
| Anno | Passeggeri | Cargo | Movimenti |
| ---- | ---------- | ----- | --------- |
| 2020 | 386.642    | 1.278 | 3.434     |
| 2019 | 1.358.845  | 1.579 | 12.055    |
| 2018 | 1.386.994  | 981   | 12.656    |
| 2017 | 1.485.635  | 1.327 | 14.371    |
| 2016 | 1.198.846  | 1.346 | 10.313    |
| 2015 | 1.027.578  | 1.545 | n.d.      |
| 2014 | 841,970    | 1.210 | 8,571     |
| 2013 | 746,994    | 1,417 | 7,944     |
| 2012 | 629,305    | 1,335 | 6,175     |
| 2011 | 513,278    | 1,366 | 5,520     |
| 2010 | 455,297    | 1,283 | 5,085     |
| 2009 | 426,503    | 1,284 | 5,045     |
| 2008 | 407,788    | 1,129 | 4,248     |
| 2007 | 337,679    | 1,110 | 4,079     |
| 2006 | 288,700    | 1,441 | 4,215     |

| Posizione | Città               | Passeggeri |
| --------- | ------------------- | ---------- |
| 1         | Dubai-International | 109.047    |
| 2         | Doha                | 92.731     |
| 3         | Sharjah             | 48.545     |
| 4         | Kozhikode           | 21.328     |
| 5         | Kochi               | 16.782     |
| 6         | Abu Dhabi           | 16.514     |
| 7         | Jedda               | 1.143      |